# Anderson Steam Carriage Company
Anderson Steam Carriage Company war ein US-amerikanischer Hersteller von Automobilen.

## Unternehmensgeschichte
J. Q. und A. C. Shimer gründeten 1901 das Unternehmen in Anderson in Indiana. Im Frühling 1901 berichtete eine Zeitung, dass das Stadium der Prototypen beendet sei und Aufträge entgegengenommen werden. Im Juni 1901 berichtete eine andere Zeitung, dass die Produktion inzwischen begann. Der Markenname lautete Anderson Steam Carriage. 1902 endete die Produktion. Es ist nicht bekannt, wie viele Fahrzeuge entstanden.

## Fahrzeuge
Das einzige Modell war ein Dampfwagen. Der Dampfmotor wies einige Besonderheiten auf.